# Helicinidae
De Helicinidae zijn een familie van landslakken (weekdieren).

## Voorkomen
De slakken uit deze familie komen voor in tropische en subtropische gebieden van de Caribische eilanden en een aantal eilanden in de Indische en Stille Oceaan, evenals langs de randen van de Aziatische en Australische continent.

## Taxonomie
De familie kent de volgende onderverdeling:
- Onderfamilie Helicininae Férussac, 1822
  - Geslacht Alcadia Gray, 1840
  - Geslacht Bourciera Pfeiffer, 1852
  - Geslacht Helicina Lamarck, 1799
  - Geslacht Hemipoma Wagner, 1905
  - Geslacht Lucidella Swainson, 1840
  - Geslacht Ogasawarana Wagner, 1905
  - Geslacht Olygyra Say, 1818
  - Geslacht Orobophana Wagner, 1905[2]
  - Geslacht Pleuropoma Moellendorff, 1893[2]
  - Geslacht Schasicheila Shuttleworth, 1852
  - Geslacht Stoastomops Baker, 1924
  - Geslacht Sturanya Wagner, 1905

- Onderfamilie Ceratodiscinae Pilsbry, 1927
  - Geslacht Ceratodiscus Simpson & Henderson, 1901

- Onderfamilie Dimorphoptychiinae  †Wenz, 1938[3]
  - Geslacht Dimorphoptychia  †Sandberger, 1871

- Onderfamilie Hendersoniinae H.B. Baker, 1926
  - Geslacht Hendersonia A.J. Wagner, 1905
  - Geslacht Waldemaria Wagner, 1905

- Onderfamilie Stoastomatinae C.B. Adams, 1849
  - Geslacht Stoastoma C.B. Adams, 1849

- Onderfamilie Vianinae H.B. Baker, 1922
  - Geslacht Calidviana Baker, 1954
  - Geslacht Calybium Morelet, 1891
  - Geslacht Eutrochatella Fischer, 1885
  - Geslacht Geophorus Fischer, 1885
  - Geslacht Heudeia Crosse, 1885
  - Geslacht Pseudotrochatella Nevill, 1881
  - Geslacht Pyrgodomus Fischer & Crosse, 1893
  - Geslacht Viana H. Adams & A. Adams, 1856

- Onderfamilie niet bepaald:
  - Geslacht Emoda Adams, 1856[4]
  - Geslacht Glyptemoda Clench & Aguayo, 1950[4]
  - Geslacht Priotrochatella Fischer, 1893[4]
  - Geslacht Semitrochatella Aguayo & Jaume, 1958[4]
  - Geslacht Sturanyella Pilsbry & Cooke, 1934[5]
  - Geslacht Troschelviana Baker, 1922[4]
  - Geslacht Ustronia Kobelt, 1908[4]

## Taxonomie volgens WoRMS in geslachten
- Aphanoconia A.J. Wagner, 1905
- Helicina Lamarck, 1799
- Nesiocina Richling & Bouchet, 2013
- Ogasawarana A.J. Wagner, 1905
- Orobophana A. J. Wagner, 1900
- Pleuropoma Möllendorff, 1893
- Sturanya A. J. Wagner, 1905